# Powiat de Sulęcin
Pour les articles homonymes, voir Sulęcin.
Le powiat de Sulęcin (en polonais : « Powiat sulęciński ») est une unité de l'administration territoriale (district) et du gouvernement local (appelé powiat) de la voïvodie de Lubusz, à l'ouest de la Pologne.
Elle est née le 1er janvier 1999, à la suite des réformes polonaises de gouvernement local passées en 1998. 
Le siège administratif (chef-lieu) du powiat est la ville de Sulęcin, située à 33 kilomètres au sud de Gorzów Wielkopolski (capitale de la voïvodie) et 63 kilomètres au nord-ouest de Zielona Góra (siège de la diétine régionale). Il y a deux autres villes dans le powiat qui sont Torzym à 16 kilomètres au sud de Sulęcin et Dobiegniew à 12 kilomètres au nord-est de Sulęcin.
Le district a une superficie de 1 177,43 kilomètres carrés. En 2006, il compte 35 329 habitants, dont 9 972 à Sulęcin, 2 456 à  Torzym, 1 929 à  Lubniewice et 20 972 dans la partie rurale.

## Division administrative
Le district est subdivisé en 5 gminy (communes):
- 3 communes urbaines-rurales : Sulęcin, Torzym et Lubniewice ;
- 2 communes rurales : Słońsk et Krzeszyce.

Celles-ci sont inscrites dans le tableau suivant, dans l'ordre décroissant de la population.
| Gmina (commune) | Type         | Superficie (km²) | Population (2006) | Chef-lieu  |
| Sulęcin         | urbain-rural | 319,7            | 16 173            | Sulęcin    |
| Torzym          | urbain-rural | 374,9            | 6 796             | Torzym     |
| Słońsk          | rural        | 158,9            | 4 752             | Słońsk     |
| Krzeszyce       | rural        | 194,2            | 4 547             | Krzeszyce  |
| Lubniewice      | urbain-rural | 129,8            | 3 061             | Lubniewice |

## Démographie
Données du 30 juin 2005 :
| Description | Total  | Total | Femmes | Femmes | Hommes | Hommes |
| ----------- | ------ | ----- | ------ | ------ | ------ | ------ |
| Unité       | Nombre | %     | Nombre | %      | Nombre | %      |
| Population  | 35 359 | 100   | 17 786 | 50,30  | 17 573 | 49,70  |
| Urbain      | 14 325 | 40,51 | 7 403  | 20,94  | 6 922  | 19,58  |
| Rural       | 21 034 | 59,49 | 10 383 | 29,36  | 10 651 | 30,12  |

## Histoire
De 1975 à 1998, les différentes gminy du powiat actuelle appartenaient administrativement à la voïvodie de Zielona Góra et de la voïvodie de Gorzów.

Depuis 1999, la powiat fait partie de la voïvodie de Lubusz.